# Caelestius von Metz
Der heilige Caelestius, auch Céleste (französisch), Coelestius, Coelestin oder Caelestus († um 310 in Divodurum, heute Metz) war der zweite Bischof von Metz. Er war der Nachfolger des Clemens von Metz, der gegen Ende des 3. Jahrhunderts gestorben war.

## Geschichte und Legende
Der Überlieferung nach soll der Apostel Petrus drei Missionare in die Gegend von Metz geschickt haben: Clemens (der dann der 1. Bischof von Metz wurde), Caelestius (2. Bischof von Metz) und Felix (3. Bischof von Metz). Über das Leben der drei ersten Metzer Bischöfe ist wenig bekannt. Caelestius soll um 310 in Metz gestorben sein.
832 wurden seine Gebeine in das Kloster Maursmünster übertragen, zusammen mit den Gebeinen des heiligen Auctor (13. Bischof von Metz, Mitte des 5. Jahrhunderts). In der Prozession platzierte man die Reliquien des heiligen Auctor, damals bekannter als Caelestius, zunächst weiter vorne, doch ließen sie sich nicht eher vorwärts bewegen, bis man die Reliquien des heiligen Caelestius an die Spitze des Umzugs brachte.
Der Gedenktag des heiligen Caelestius ist der 14. Oktober.